# Grand Prairie
Grand Prairie è una città situata tra le contee di Dallas, Ellis e Tarrant, Texas, Stati Uniti. Fa parte della regione delle Mid-Cities situata all'interno della Dallas-Fort Worth Metroplex. Secondo il censimento del 2010 ha una popolazione di 175.396 abitanti ed è la 15ª città più popolosa dello stato.

## Geografia fisica
Secondo lo United States Census Bureau, ha un'area totale di 81,09 mi² (210,02 km²).

## Storia
La città di Grand Prairie fu fondata come Dechman da Alexander McRae Dechman nel 1863. Prima di allora, egli risiedeva nella contea di Young vicino al Fort Belknap; Dechman apprese che poteva scambiare i suoi buoi e carri per terreni nella contea di Dallas. Nel 1863, Dechman acquistò 239,5 acri (96,9 ha) di terra sul lato orientale del fiume Trinity e 100 acri (40 ha) di terreni con legname sul lato ovest del fiume per un carro a pezzi, una squadra di buoi e US$200 in denaro confederato. Cercò di costruire una casa sulla proprietà, ma, a causa di alcune difficoltà, tornò dalla sua famiglia a Birdville prima di unirsi alla guerra civile americana. Nel 1867 depositò il piano della città composto da 50 acri (20 ha) con la contea di Dallas.
Dopo la guerra, tornò a Birdville per due anni prima di vendere quell'azienda nel 1867 e di trasferirsi a Houston, dove scoppiò la febbre gialla, causando il trasferimento della famiglia a Bryan. Nel 1876, Dechman vendette metà della sua proprietà "prateria" (prairie) alla T&P Railroad per garantire che la ferrovia arrivasse attraverso la città. La ferrovia chiamò il deposito "Dechman", spingendo il suo omonimo a spostare la sua casa da Bryan a Dechman. Suo figlio Alexander viveva a Dechman e gestiva un trading post e una fattoria. La prima chiesa dell'area era la "Good Hope Cumberland Sabbath School", fondata nel 1870 dal reverendo Andrew Hayter. La chiesa fu in seguito ribattezzata West Fork United Presbyterian Church e rimane una chiesa attiva.
Il primo ufficio postale venne aperto nel 1877 con il nome "Deckman" piuttosto che "Dechman", perché lo United States Postal Service non poté leggere la scritta sul modulo completato per aprire l'ufficio postale. Più tardi nello stesso anno, dopo che il servizio postale aveva adottato il nome "Deckman", la confusione derivava dalla designazione "Grand Prairie" della T&P Railroad. Questo nome era basato su mappe tratte dal 1850 al 1858 che definivano l'area tra Dallas e Fort Worth "la grande prateria del Texas" (the grand prairie of Texas). Al fine di alleviare la confusione, il servizio postale cambiò il nome dell'ufficio postale in "Grand Prairie".

## Società

### Evoluzione demografica
Secondo il censimento del 2010, la popolazione era di 175.396 abitanti.

### Etnie e minoranze straniere
Secondo il censimento del 2010, la composizione etnica della città era formata dal 52,6% di bianchi, il 20,2% di afroamericani, lo 0,8% di nativi americani, il 6,5% di asiatici, lo 0,1% di oceaniani, il 16,5% di altre razze, e il 3,2% di due o più etnie. Ispanici o latinos di qualunque razza erano il 42,7% della popolazione.